# Загробный мир
Загро́бный мир (потусторо́нний мир, гряду́щий мир, ца́рство мёртвых, тот свет, мир ино́й, ца́рство небе́сное, ирий) — мир, в который уходят люди после смерти, обитель умерших или их душ.
В славянской мифологии — это место обитания душ умерших, а также вообще мир мёртвых, противопоставленный жизни и земному миру людей. Обычно загробный мир помещался под землёй или на небе, куда попадали по мосту (часто — по радуге или Млечному Пути), залезая на дерево, столб и т. п. Древние греки отождествляли подземный мир, царство мёртвых и жилище Аида.
Представления о загробном мире являются типологически общими практически для всех религий, а также культур и цивилизаций с религиозной основой мировоззрения.

## В религиях

### В традиционных религиях
Концепция загробного мира присуща большинству культур. Но, как правило, в самостоятельное существование души после смерти не верили. Истории о царстве мертвых считались детскими сказками.
В древнейших религиозных системах, закреплённых в письменных источниках, загробный мир представляет собой недифференцированное мрачное царство без солнечного света и радостей, размещённое чаще всего в нижнем ярусе трехъярусного мира (небесный — земной — подземный), табуированное для именования и называющееся эвфемистически. Таковы, например, Ки-галь (букв. «великая земля», «великое место»), или Кур (букв. «гора», «горная страна», хотя она и мыслится в «нижнем» мире) — в шумерской культуре и соответствующие им Эрцету («земля»), или Кур-ну-ги («страна без возврата»; заимствовано из шумерского языка) — в аккадской культуре; темный, глубокий и бесконечный дуат в египетских религиозных представлениях; греческий аид, или гадес («безвидный», «незримый»); в этом же ряду и древнееврейский (библейский) шеол.
Самые древние представления о загробном мире не несут в себе никакой этической дифференциации: все умершие люди уходят в одно и то же место независимо от того, кем они были на Земле. Первые попытки связать загробный мир с загробным воздаянием зафиксированы в египетской культуре эпохи Среднего царства (XXI—XVII вв. до н. э.) в Книге мёртвых, связанной с загробным судом Осириса, в результате которого души благочестивых людей отправляются на поля Иару, или Иалу, — поля блаженных (прообраз Елисейских полей, или Элизиума, в древнегреческой мифологии), а души грешных отправляются в пасть чудовища Амат на окончательное уничтожение. Отчасти та же дифференциация наблюдается позднее в древнегреческих представлениях (более ранние версии представляют тартар как безрадостное финальное пристанище всех без исключения покойников), согласно которым души людей, не прогневавшие богов, блуждают в Элизиуме, в то время как грешники наказываются, но в том же аиде.

#### В древнегреческой мифологии
Согласно представлениям древних греков, в момент смерти душа отделяется от тела, принимая форму умершего человека, и направляется в подземный загробный мир. Там перевозчик Харон переправляет души умерших через священную реку Стикс, отделяющую мир живых от мира мертвых. За рекой Стикс души умерших ждет вечная безрадостная загробная жизнь, в которой они будут блуждать как тени в полном ужасов мире, куда не проникает свет солнца, и где царствует бог Аид. Там же обитают ужасная богиня колдовства Геката со своей свитой и богини возмездия Эринии (Фурии).

### В монотеизме
Постепенно именно в монотеистических религиях — зороастризме, иудаизме и наследующих ему христианстве и исламе — акцентируются этические начала в жизни человека, что приводит к окончательному размежеванию загробного мира на Ад и Рай. В монотеизме загробный мир неразрывно связан с идеями окончательного воздаяния человеку, бессмертия души, грядущего воскресения мертвых, а также с эсхатологией — преображением всей человеческой жизни в конце истории, с приходом Мессии (см. также Машиах, Махди) и установлением Царства Божьего. В православии существует учение о наличии различных «степеней» ада и рая (в раю насчитывается семь «чинов»), при этом умершие продолжают общение с живыми.
Христиане продвигали идею, не имевшую аналогов в других культурах, утверждая, что каждый человек будет жить и после смерти, причем эта загробная жизнь, которая будет длиться вечно, имеет большее значение, чем жизнь земная.

## В фантастике
По отношению к реальному миру (обители живых) мир посмертия, изображаемый в фантастических произведениях, чаще всего находится под землёй и/или над землёй, что соответствует христианской традиции. Однако в некоторых произведениях присутствует и «горизонтальное» размещение: мир посмертия на дальних границах мира живых или в непосредственной близости от него. Если локализация мира посмертия — «дальняя», чаще всего это запад, нередко с семантическим усилением: Заокраинный Запад (Дж. Толкин «Сильмариллион»), Далёкий Запад, край, «где кончаются земли» (У. Ле Гуин «Техану»). Возможна и «близкая» локализация мира посмертия: соседний город, окраинный микрорайон («Город за рекой» Г. Казака, «Малая Глуша» М. Галиной). В ряде случаев миром посмертия оказывается неопределённая «труднодоступная местность» или «романтическая даль». Порой местоположение мира посмертия экзотично: в Поясе астероидов (В. Крапивин «Полосатый жираф Алик»), центре Галактики (Б. Вербер «Империя ангелов»), «по другую сторону звёзд» (А. Линдгрен «Братья Львиное сердце»).
В некоторых произведениях мир посмертия вообще не соотносится с миром живых, представляя собой пространство, расположенное вне обычной реальности (Р. Янг «На реке», К. Брокмейер «Краткая история смерти», С. Логинов «Свет в окошке»). Либо же он, напротив, выступает как составная часть мира живых — и при этом нередко персонажи, находящиеся в посмертном мире, уверены, что всё ещё продолжают жить (В. Пелевин «Вести из Непала», Ф. О'Брайен «Третий полицейский» и др.).
В пространственно-временном отношении загробные миры, созданные писателями-фантастами, очень разнообразны. Эти миры могут включать в себя лишь считанные метры: комнату (Ж.-П. Сартр «За закрытыми дверями»), квартиру (У. Ле Гуин «Мелочь»), спортивную площадку (М. и С. Дяченко «Баскетбол») или же быть протяжённее: троллейбусный парк (В. Пелевин «Вести из Непала»), горная долина (А. Линдгрен «Братья Львиное сердце»), городской микрорайон (М. Галина «Малая Глуша»). К масштабным вариантам мира посмертия относятся побережье реки в рассказе «На реке» Р. Янга, сельская местность в «Третьем полицейском» Ф. О'Брайена, Страна Мёртвых в цикле о Земноморье У. Ле Гуин. Также среди различных миров посмертия встречаются обширные миры с большим разнообразием ландшафтов, а порой загробный мир расширяется до масштабов вселенной, включая «небеса» для праведников, «адские» зоны для грешников и бесконечные пространства, в которых обитают люди не безгрешные, но и не вконец испорченные.
Чаще всего для созданных писателями-фантастами вариантов загробного мира характерны нравственная ориентация и наличие внутри него позитивных и негативных локусов, в которых находятся, соответственно, праведники и грешники. Самые употребительные названия этих локусов, взятые из христианской мифологии, в ряде случаев присутствуют уже в названиях произведений (О. Синицын «Небо», А. Бестер «Ад — это вечность», Р. Силверберг «У каждого свой ад» и др.).
Также существует немалое количество текстов, главным образом относящихся к новейшей фантастике, где присутствует нравственно нейтральная модель мира посмертия, сходная с реальностью. Обстоятельства посмертного бытия, характеры жителей мира посмертия и поступки, ими совершаемые, не имеют однозначного отношения к абсолютизированным «добру» и «злу», а нормы морали, действующие в загробном мире, близки к нравственным принципам, которых придерживаются авторы произведений (К. Брокмейер «Краткая история смерти», В. Пелевин «Бэтман Аполло», С. Логинов «Свет в окошке», С. Кузнецов «Живые и взрослые» и др.).
Вскоре после прибытия в загробный мир определяется судьба героя. В нравственно ориентированных моделях мира посмертия участь героя предопределена его поведением в земной жизни, в нейтральных же моделях ему самому приходится выбирать, где обитать и чем заняться в посмертной жизни. Выбор посмертной участи порой происходит в ходе беседы с чиновником потусторонней канцелярии (С. Кинг «Загробная жизнь», А. Лях «Синельников на том свете»), наставником (Р. Мэтисон «Куда приводят мечты») или другим умершим (Ф. О'Брайен «Третий полицейский»), либо же участь героя может решаться в ходе импровизированного судилища (Б. Вербер «Империя ангелов») или встречи с фантастическим существом-демиургом (А. Борисова «Там…»).